# Tage Ottesen Thott til Eriksholm
 Der er flere personer med dette navn, se Tage Thott (flertydig).
Tage Ottesen Thott (født 27. maj 1580 på Eriksholm i Skåne, død 13./14. februar 1658) var en dansk godsejer, rigsråd, diplomat og krigskommissær.
Han var søn af Otte Andersen Thott og Sophie Brahe, blev født den 27. maj 1580 på farens gods Eriksholm i Skåne. I sit 11. år var han page ved hoffet. 1599 tog han på udenlandsrejse; efter at være fulgt gennem Hertugdømmerne af sin mor tog han først ophold i Heidelberg og rejste i 1601 gennem Schweiz, Frankrig, hvor han blandt andet var i Orleans, og de Spanske Nederlande til England, hvorfra han over Holland kom hjem 1603. Efter hjemkomsten blev han hofjunker og fulgte derefter Christian IV på hans rejser, således 1603 til hyldningen i Hamborg og 1606 til Braunschweig og England; i England var han også i 1605 i rigsråden Henrik Ramels følge.
26. oktober 1606 blev Tage Ottesen Thott gift med statholderen Breide Rantzaus datter Helvig, der havde været kammerjomfru hos dronningen, og forlod tjenesten ved hoffet. 1608 blev han lensmand i Laholm Len, deltog i Kalmarkrigen, først som korporal, senere som løjtnant og endelig som ritmester ved den hallandske Rostjeneste; 1612 var han til forhandling i Søvid angående udveksling af danske og svenske fanger; samme år ombyttede han Laholm med Landskrone Len. Men imidlertid var hans hustru død 23. august 1611, og han ægtede derpå 15. oktober 1615 Kirstine Ovesdatter Urup til Bjersøholm og efter hendes død (1. Marts 1620) 22. juni 1623 Karen Knudsdatter Gyldenstjerne. Også dette tredje ægteskab blev dog kortvarigt, i det hun døde 13. november 1628, og 17. august 1633 giftede han sig atter, denne gang med Jytte Laxmandsdatter Gyldenstjerne (død 26. november 1650).
I 1619 havde han fået Sølvitsborg Len i stedet for Landskrone, var 1622 en af kommissærerne, der forhandlede med de Skånske købstæder om oprettelsen af kompagnier til handel med Spanien og blev i 1624 optaget i Rigsrådet. Samme år sendtes han til Retterting på Gotland og til Hertug Ulriks Begravelse i Bützow; 1625 fik han medtilsynet med mulige svenske angreb på Skåne og blev en af de nye krigskommissærer i Skåne. I oktober 1626 kaldtes han til Christian IV i Tyskland, udnævntes til generalkommissær ved hæren dér og beholdt denne stilling til fjendernes indfald i halvøen i sommeren 1627, han var også tilstede ved landdagene i Rensborg i november 1626 og juli 1627, men var en stor del af tiden ikke rask. Efter sin hjemkomst sendtes han i december 1627 som gesandt til Stockholm, kom tilbage den følgende januar og blev 1628 generalkommissær i Danmark; samme år samlede han rostjenesten i Skåne.
I 1631 var han på ny til Retterting på Gotland og ombyttede 1632 Sølvitsborg med det anselige Malmøhus Len; 1633 blev han Ridder af Elefantordenen. I 1632 betroedes der ham en vigtig udsendelse til Gustav Adolf i Tyskland; han traf denne i lejren udenfor Ingolstadt, men opnåede ikke at formå den svenske konge til at antage Christian IV's fredsmægling. Lige så frugtesløst blev hans gesandtskab i begyndelsen af 1636 til Stockholm, hvor han skulle påvirke den svenske regering til fred; 1637 repræsenterede han kongen i Polen ved kong Vladislavs bryllup. Da krigen med Sverige udbrød i december 1643, fik han sammen med Christoffer Ulfeldt den øverste inspektion i Skåne, men spillede ingen videre rolle under krigen; som regel opholdt han sig på Malmøhus. Han var også ved at blive en gammel mand, der ikke passede til de nye forhold; 1651 afstod han Malmø Len til sin søn Otte og fik de mindre vigtige len Börringekloster og Lindholm Len; i den følgende tid synes han kun sjælden at have givet møde i Rigsrådet.
Tage Ottesen Thott var en af de mest ansete adelsmænd og den største godsejer i Skåne; ved arv og køb og igennem sine ægteskaber sad han inde med Eriksholm, Bjersøholm, Skabersø, Barsbæk, Herrestad, Flakkerup, Ulstrup og flere gårde; i ligprædikenen over ham hedder det også, at han var "ligesom en Konge udi Skåneland". Han følte i høj grad sin aristokratiske stilling og var på post imod ethvert angreb af kongerne og statsmagten på rigsrådets og adelens rettigheder; 1631 modsatte han sig bestemt Christian IV's Plan om rådenes særskilte votering og 1650 tanken om, at Prins Christian ikke behøvede at vælges til Norge; han var 1648 en modstander af Hannibal Sehested og sigtedes 1653 for at have forbudt sine bønder at møde til landmilitsøvelser.
Der var tillige noget gammeldags over ham; i flere henseender minder han mere om det 16. århundredes mænd end om sin samtids; skønt han havde været knyttet til hoffet og oftere havde været i udlandet, manglede han finhed og slebenhed i manerer og adfærd; på udsendeisen til Polen 1637 vakte han stort anstød ved sin støjende og voldsomme optræden. At han ikke heller kunde forsone sig med alle den nyere politiks vendinger, viser hans uvilje mod Valdemar Christians påtænkte ægteskab med en russisk prinsesse; greven, sagde han, behøvede da ikke at gifte sig med en barbarisk kone. Derimod roses han for ligefremhed i udtryksmåde og for jævnhed over for folk af de lavere stænder, og hos gejstligheden var han vel anskreven; helt uden litterær interesse har han ikke heller været, idet han anviste Vitus Bering bolig på Skabersø. Med berettiget ængstelse havde han set fredsbruddet med Sverige 1657 og var en af de få rigsråder, der ikke gav samtykke til krigserklæringen. Han levede også længe nok til at blive vidne til dennes ulykkelige følger, men undgik dog at se sin provinses tab beseglet ved Roskildefreden, i det han døde kort før den, natten mellem 13. og 14. februar 1658.